# Inhalationsanästhetikum

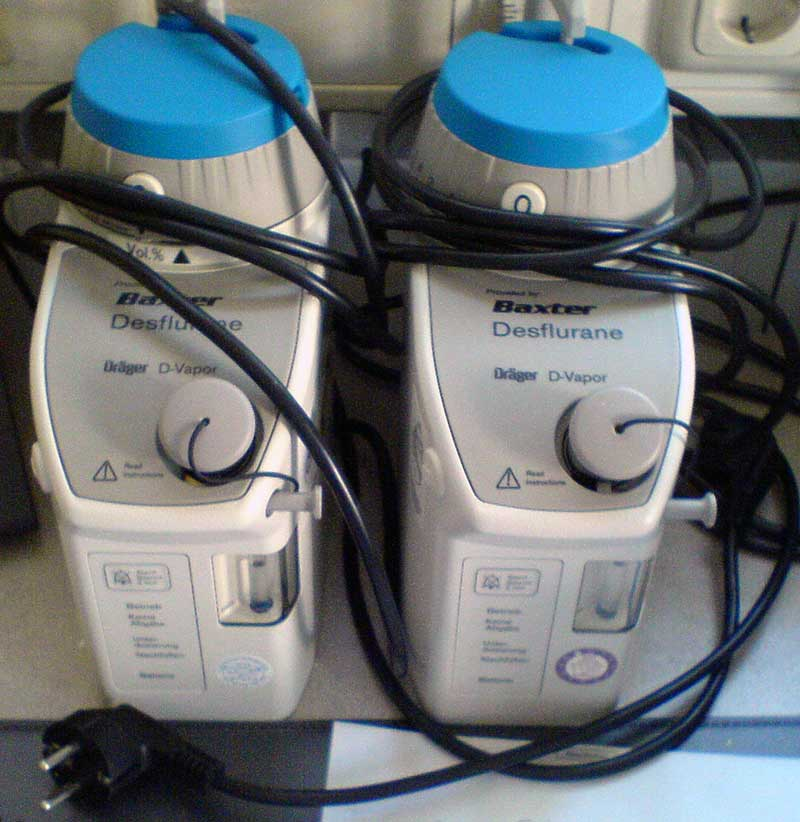
Desfluran-Narkosemittelverdampfer „D-Vapor“ von Baxter/Dräger (2010)

Ein Inhalationsanästhetikum (auch Inhalationsnarkotikum) ist ein durch Inhalation aufnehmbarer Arzneistoff, der in der Anästhesie zur Einleitung und Aufrechterhaltung einer Narkose eingesetzt wird. Inhalationsanästhetika werden als Gase (dann: Narkosegas) oder als verdampfte Flüssigkeiten (volatiles Anästhetikum) zum Beispiel über eine Beatmungsmaske oder einen Endotrachealtubus als Atemgasgemische (Gasgemische) verabreicht. Hierzu ist meist ein spezieller Verdampfer bzw. eine mit Narkosegas befüllte Gasflasche erforderlich. Inhalationsanästhetika für die Inhalationsanästhesie (oder Inhalationsnarkose) wirken hypnotisch, analgetisch, muskelrelaxierend und reflexdämpfend. Typische Vertreter sind die volatilen Anästhetika Desfluran, Sevofluran und Isofluran sowie die Gase Xenon und Stickoxydul (Lachgas). Ein über die Lunge zugeführtes Inhalationsanästhetikum wird im Gegensatz zu den intravenösen Anästhetika auch über die Lunge wieder eliminiert. Die Inhalationsanästhesie kann mit einer intravenösen Anästhesie kombiniert werden und damit eine balancierte Anästhesie erreicht werden.

## Stoffgruppen
Als Inhalationsanästhetika werden volatile Anästhetika sowie die Gase N2O (Lachgas, Distickstoffmonoxid) und (in geringem Umfang) Xenon verwendet. Früher verwendete Substanzen, wie Chloroform, Diethylether, Äthylen, Chloräthyl und Cyclopropan besitzen heute vor allem aufgrund ihrer Toxizität bzw. Explosionsgefahr keine Bedeutung in der Anästhesie mehr.

### Gase
Stickoxydul (Lachgas) wirkt vor allem analgetisch (schmerzlindernd), aber weniger bewusstseinsausschaltend (hypnotisch). Um eine wirkungsvolle Konzentration von 70 % zu erreichen, muss es zusammen mit reinem Sauerstoff gegeben werden. In der modernen Anästhesie wird die Wirkung des Lachgases durch Zugabe anderer Narkosemittel optimiert. Vorteilhaft ist, dass das Gas in der Narkose rasch an- und abflutet. Problematisch kann die Diffusion von Lachgas in luftgefüllte Körperhohlräume werden. Der medizinische Gebrauch von Lachgas als Narkosemittel ist in den letzten Jahren stark rückläufig.
Xenon ist eine moderne Alternative, die allerdings, insbesondere aus ökonomischen Gründen, noch nicht weit verbreitet ist.

### Volatile Anästhetika

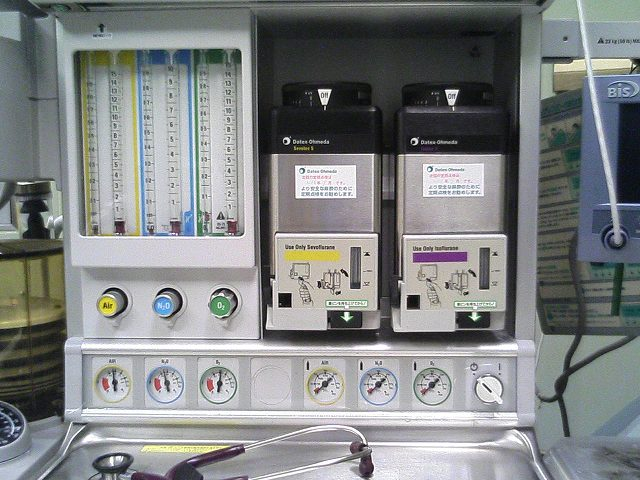
Verdampfer mit Inhalationsanästhetika (Sevofluran, Isofluran)

Volatile Anästhetika, insbesondere Flurane, sind Narkosemittel, die über einen Verdampfer (Vaporizer) des Narkosegerätes verabreicht werden. Historisch waren Diethylether (ab 1846) und Chloroform (ab 1847) als die ersten volatilen Anästhetika von Bedeutung. Heutzutage werden in der westlichen Welt hauptsächlich Flurane wie Isofluran, Sevofluran und Desfluran verwandt. Das hochwirksame, gut steuerbare und nicht explosible bromhaltige Halothan, das aus England kommende erste klinisch gut brauchbare halogenierte Inhalationsnarkotikum seit dem Chloroform, wird in Europa und den USA in der Regel nicht mehr genutzt.
Flurane zeichnen sich durch Niedermolekularität, hohen Dampfdruck, niedrigen Siedepunkt aus. Als funktionelle Gruppe enthalten sie eine Ether-Brücke. Flurane sind mehrfach halogeniert. Daher werden sie auch Haloether genannt. Sie besitzen sehr gute hypnotische und gering ausgeprägte analgetische sowie in unterschiedlichem Maße geringe muskelrelaxierende Eigenschaften. Von einer Mononarkose für schmerzhafte Eingriffe wird beim Menschen daher abgeraten; die Flurane sind dann mit Analgetika zu kombinieren (sogenannte balancierte Anästhesie). Alle volatilen Anästhetika führen dosisabhängig zu Bewusstseinsverlust, Atemdepression und Abnahme und/oder Sistieren der Reflextätigkeit. Flurane sind farblos und nicht brennbar. Ihr Geruch ist stechend und sie wirken reizend auf die oberen Atemwege, lediglich Sevofluran hat einen milden, angeblich angenehmen Geruch und eignet sich als einziges volatiles Anästhetikum auch zur Narkoseeinleitung mit einer Maske. Sie sind reaktionsträge und relativ stabil gegen Licht. Sie interagieren nicht mit Metallen oder Kunststoffen, können aber teilweise Kunststoffe oder deren Additive lösen.
Zu den Fluranen zählen Enfluran, Isofluran, Sevofluran und Desfluran sowie Methoxyfluran. Sie sind im Handel als Flüssigkeiten erhältlich. Die größten Lieferanten von Fluranen sind Abbott Laboratories und Baxter Healthcare. Um eine leichte Identifikation zu ermöglichen, sind Fluran-Gebinde mit einem Farbencode versehen: Enfluran orange, Isofluran violett, Sevofluran gelb, Desfluran blau und Methoxyfluran grün.

## Wirkmechanismus
Inhalationsanästhetika beeinflussen vermutlich zahlreiche Zielstrukturen. Die in der Anästhesie angewendeten Inhalationsanästhetika zeichnen sich durch eine hohe Lipophilie aus. Zusätzlich zeigt auch das chemisch inerte Edelgas Xenon eine anästhetische Wirksamkeit. Daher wird die Wirkung der Inhalationsanästhetika insbesondere mit deren Lipophilie und einer unspezifischen Interaktion mit Bestandteilen der Zellmembran erklärt (vgl. Meyer-Overton-Hypothese).
Neben dieser Membranmodulation stehen auch Wechselwirkungen mit hydrophoben Teilen von Ionenkanälen, die für die Reizweiterleitung verantwortlich sind. Spezifische Wechselwirkungen mit Zellmembranbestandteilen, wie etwa Rezeptoren (GABA-A-Rezeptor, 5-HT3-Rezeptor, NMDA-Rezeptor, mACh-Rezeptor), werden ebenso diskutiert.
Neben der Narkosewirkung zeigen volatile Anästhetika sowie Xenon auch schützende Effekte z. B. auf Herzmuskelgewebe (pharmakologische Präkonditionierung). So wiesen Patienten, die sich einer Operation am Herzen unterzogen, eine geringere Sterblichkeit auf, wenn sie eine Narkose mit Narkosegasen erhielten im Vergleich zu Patienten mit einer Narkose mit ausschließlich intravenösen Medikamenten (TIVA). Dies wird auf einen herzschützenden Effekt (Kardioprotektion) zurückgeführt.

## Pharmakokinetik
Inhalationsnarkotika unterscheiden sich in ihren physikochemischen Eigenschaften, wie dem Dampfdruck, dem Öl-Gas-Verteilungskoeffizienten und dem Blut-Gas-Verteilungskoeffizienten. Der Dampfdruck und der Blut-Gas-Verteilungskoeffizient bestimmen die Aufnahme durch die Lunge, während der Öl-Gas-Verteilungskoeffizient eine Voraussage der anästhetischen Potenz erlaubt. Als Maßeinheit für die Wirksamkeit eines Inhalationsanästhetikums wird die Minimale alveoläre Konzentration (MAC) verwendet.
So gelten für 40-jährige Patienten in 100 % Sauerstoff folgende MAC50-Werte
- Methoxyfluran 0,16 %
- Halothan 0,8 %
- Isofluran 1,2 %
- Sevofluran 1,7 % (altersabhängig 1,4–3,3 %)[7]
- Enfluran 1,7 %
- Desfluran 6,0 %
- Xenon 71 %
- Lachgas 105 %

### Blutlöslichkeit
Inhalationsnarkotika haben den großen Vorteil der genauen Steuerbarkeit, da sie schnell an- und abfluten können. Sie werden dem inspiratorischen Gasgemisch (Sauerstoff/Druckluft oder Sauerstoff/Lachgas) beigemischt und vom Patienten eingeatmet. Von den Alveolen der Lunge aus treten sie ins Blut über. Die Geschwindigkeit, mit der dieser Übertritt stattfindet, hängt zum einen von der inspiratorischen Konzentration ab (je höher die Konzentration in der Alveolarluft, desto höher das Konzentrationsgefälle zwischen Alveolarluft und Blut und desto schneller daher der Übertritt ins Blut), zum anderen von der Löslichkeit des Anästhetikums im Blut (je besser löslich, desto langsamer der Anstieg des Partialdruckes im Blut, siehe hierzu auch das Henry-Gesetz).
Das Verhältnis der Konzentration des Anästhetikums im Blut zur Konzentration in der Alveolarluft wird als Blut/Gas-Koeffizient bezeichnet. Ein Koeffizient von 1 besagt, dass bei Ausgleich der Partialdrücke zwischen den beiden Kompartimenten Blut und Luft in beiden Kompartimenten die gleiche Konzentration herrscht. Je höher dieser Koeffizient, desto besser löslich ist das Anästhetikum im Blut, das heißt desto mehr Anästhetikum muss in das Blut übertreten, bis es zum Ausgleich der Partialdrücke kommt. Die Folge ist ein langsames Anfluten des Anästhetikums, also ein langsameres Einschlafen (bzw. Vertiefen der Narkose). Ist der Koeffizient dagegen deutlich niedriger als 1, so spricht dies für eine schlechte Löslichkeit. Der Partialdruck steigt schnell an, was als „schnelles Anfluten“ der Narkose, einhergehend mit schnellem Einschlafen bzw. Vertiefen der Narkose, bezeichnet wird. In gleicher Weise wird ein schlecht lösliches Gas (mit niedrigem Blut-Gas-Verteilungskoeffizienten) schnell abfluten, sobald die Alveole mit anästhetikafreiem Luftgemisch durchspült wird (bei der Narkoseausleitung). Desfluran besitzt den geringsten Blut/Gas-Koeffizienten von allen derzeit verwendeten volatilen Anästhetika und flutet deshalb am schnellsten an und ab. Bei der Ausleitungszeit spielt jedoch auch die Dauer der vorangegangenen Narkose eine Rolle, da mit zunehmender Expositionsdauer eine Anreicherung im Körper, hauptsächlich im Fettgewebe, stattfindet.

### Fettlöslichkeit
Mit dem Blut verteilt sich das volatile Anästhetikum im Körper des Patienten und wird dabei an unterschiedliche Gewebe abgegeben, da auch hier ein Konzentrationsgefälle vorliegt. Interessant für die Wirkung der Anästhetika ist dabei die Anreicherung in lipophilen, also fetthaltigen Strukturen. Der primäre Wirkort, das zentrale Nervensystem/Gehirn, besteht zum großen Teil aus fetthaltigen Strukturen. Daher bedingt eine gute Fettlöslichkeit eines flüchtigen Anästhetikums eine schnelle Anreicherung im Gehirn und damit einen raschen Wirkungseintritt. Als Maß für die Fettlöslichkeit dient der Öl/Gas-Koeffizient (analog zum Verteilungskoeffizient). Ein volatiles Anästhetikum ist umso potenter, je höher der Öl/Gas-Koeffizient.

## Nebenwirkungen
Nebenwirkungen der Inhalationsanästhetika sind substanzspezifisch verschieden. Sie führen im Allgemeinen zu einer Dämpfung des Kreislaufsystems (direkt am Herzen und indirekt am sympathischen Nervensystem). Eine schwere unerwünschte Wirkung aller Inhalationsanästhetika (Ausnahmen Lachgas und Xenon) ist die Auslösung einer malignen Hyperthermie.
Da insbesondere Flurane postoperative Übelkeit und Erbrechen begünstigen und (bei Isofluran dosisabhängig) zu einer Erhöhung des Hirndrucks führen, wird bei vorbekannter postoperativer Übelkeit und Erbrechen oder bei zu Reisekrankheit neigenden Patienten und bei Patienten mit erhöhtem Hirndruck die Durchführung einer totalen intravenösen Anästhesie bevorzugt.

## Umweltverträglichkeit
Narkosegase werden in unterschiedlichem Ausmaß vom Patienten verstoffwechselt. Im Gegensatz zu den kaum noch gebräuchlichen Substanzen Halothan (20–45 %) und Enfluran (2,5–8,5 %) ist die Verstoffwechselungsrate neuerer Narkosegase gering (Sevofluran 3–5 %, Isofluran < 1 %, Desfluran < 0,1 %, Lachgas 0,004 %, Xenon 0 %). Der nichtverstoffwechselte Anteil gelangt über die Narkosegasabsaugung in die Außenluft oder wird nach Extubation abgeatmet und gelangt in die Raumluft von Operationssälen und Aufwachraum; daraus resultieren folgende schädliche Auswirkungen:
- Langzeitexposition von Krankenhausmitarbeitenden
- Schädigung der Ozonschicht mit
- Treibhausgas-Effekt und damit Beitrag zur menschengemachten weltweiten Erwärmung

Die einzelnen Substanzen haben dabei ein sehr unterschiedliches klimaschädigendes Potential. Dies erklärt sich vor allem aus deren jeweiligen Lebensspanne in der Erdatmosphäre: So entspricht die Klimabelastung einer Allgemeinnarkose von einer Stunde bei Verwendung von Sevofluran einer Fahrstrecke von etwa 28–62 km mit einem modernen PKW. Bei der Verwendung von Desfluran läge die entsprechende Fahrstrecke bei 375–750 km.
Beim National Health Service in Großbritannien machten 2012 Narkosegase einen Anteil von 5 % an der gesamten Emission von Treibhausgasen aus. Dies entsprach ca. 50 % der Treibhausgasemission durch Heizung der Gebäude und der Warmwasserbereitung.
Dennoch fällt die Klimabilanz der Inhalationsanästhesie nicht schlechter aus, als die einer Spinalanästhesie. Bei letzterer ist der Verbrauch von Einmalmaterialien höher, ebenso der Aufwand für Reinigung und Sterilisierung von Instrumenten und textilen Materialien. Forschende legen dennoch nahe, auf ausgewählte Inhalationsanästhetika zu verzichten und wenn mögliche auf lokale Betäubungen auszuweichen.
Aufgrund des unterschiedlichen Potentials zur Klimabelastung verzichten viele Kliniken auf die Anwendung von Desfluran und auch Lachgas, welches eine besonders lange Verweildauer in der Atmosphäre hat.
In Deutschland machen Narkosegase im Durchschnitt rund die Hälfte der in einem Operationssaal anfallenden Treibhausgase und 35 Prozent der Emissionen eines Krankenhauses aus. Das deutsche Bundesland Baden-Württemberg will laut Presseveröffentlichungen vom Sommer 2022 ihre Vermeidung bzw. Filterung forcieren. Das im Rahmen der Nationalen Klimaschutzinitiative durch das deutsche Bundesumweltministerium geförderte Projekt KLIK green befasste sich im Zeitraum zwischen Mai 2019 und April 2022 mit dem CO2-Einsparpotential an Krankenhäusern und Rehabilitationseinrichtungen.